# Heteropoda meticulosa
Heteropoda meticulosa este o specie de păianjeni din genul Heteropoda, familia Sparassidae, descrisă de Simon, 1880.
Este endemică în Peru. Conform Catalogue of Life specia Heteropoda meticulosa nu are subspecii cunoscute.